# Chinnamastā

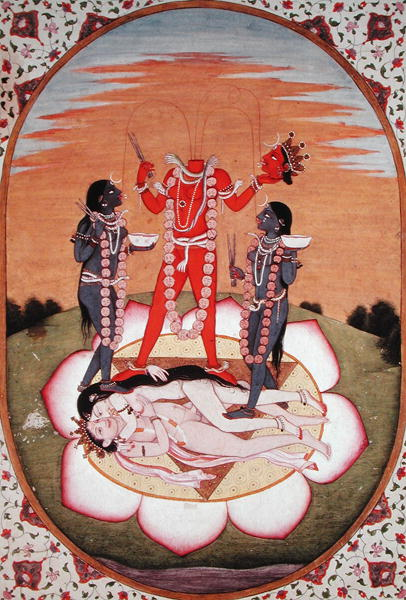
Chinnamastā si erge fiera sopra la coppia di Kāma e Rati (gli dèi dell'Amore) in copula su un fiore di loto, dipinto del 1800. La Dea tiene in mano la propria testa appena recisa, mentre dal collo zampillano tre fiotti di sangue che nutrono la sua stessa testa e le sue due assistenti, Dākinī e Varṇinī.

Chinnamastā (devanagari छिन्नमस्ता) è una divinità dell'Induismo, quinta Dea delle Mahāvidyā, la Decapitata.

## Il nome
Il significato del termine chinnamastā è "decapitata": Chinnamastā è infatti colei che si è tagliata la testa da sola. È anche nota col nome di Pracaṇḍacaṇḍikā, con riferimento a un mito che narra di una battaglia fra dèi e demoni, battaglia nella quale la Dea fu invocata per sconfiggere questi ultimi: dopo la battaglia, Pracaṇḍcaṇḍikā, ancora inferocita, si tagliò la propria testa.
Un altro mito spiega che Chinnamastā si tolse la vita, decapitandosi, dopo aver bevuto la parte di nettare dell'immortalità destinata ai demoni. Ella si era immolata per non dare modo a questi di riprendersi il nettare.

## Iconografia e simbolismi
Chinnamastā, divinità tantrica, è colei che regna sul sacrificio, quel sacrificio vedico che consiste nel decapitare la vittima:
(dal Śatapatha Brāhmaṇa, citato in Alain Daniélou, Miti e dèi dell'India, Op. cit., p. 320)
da questo ne vengono il nome e la tipica raffigurazione: una donna nuda che tiene nella mano destra la scimitarra (o un coltello) e nella sinistra la propria testa recisa dal corpo, mentre dal collo zampilla ancora il sangue che lei stessa beve: Chinnamastā offre la propria testa in sacrificio.
Nel Chinnamastātantrā è descritta sensuale mentre si tiene ritta sul Dio dell'amore in eccitamento, un gioiello è assicurato alla fronte con un serpente, un fiore di loto spicca fra i seni e la sua pelle è rossa come la rosa rossa di Cina. In altre raffigurazioni Kāma è insieme alla consorte Rati mentre sono in copula; in altre ancora al posto di Kāma c'è il dio Śiva. La coppia delle due assistenti della Dea, Dākinī e Varṇinī, è invece sempre presente nelle varie raffigurazioni.
Kinsley mette in evidenza un altro simbolismo (oltre quello relativo al sacrificio), osservando la presenza di elementi che rimandano al sesso e alla morte: Chinnamastā, simbolo di morte, sembra caricarsi dell'energia erotica della coppia sotto i suoi piedi, il suo sangue nutre le assistenti, le assistenti calcano anch'esse la coppia in amore. La vita, dunque, si alimenta con la morte, da questa trae nuova linfa, e compito di entrambi, del sesso e della morte, è perpetuare la vita.
Lo stesso Kinsley offre un'altra interpretazione dell'autodecapitazione: l'abbandono delle false credenze radicate nella mente, e in senso esteso, anche dell'ignoranza e dell'egoismo.
Un altro nome della Dea, Madanāturā, che significa "Colei che non si lascia travolgere dal desiderio", dà luogo a un'ulteriore interpretazione: Chinnamastā è la yoginī (seguace dello Yoga) che controlla il proprio appetito sessuale, cosa che ben si adatta al suo aspetto eroico, battagliero. Quindi, in questa visione, Chinnamastā sovrasta la coppia in amore non per trarne energia, ma per distaccarsene.

## Quinto Oggetto della conoscenza trascendente
Nella ciclicità del tempo (concetto nucleare nell'Induismo, dove tutto continua a ripetersi), lo stadio che corrisponde a Chinnamastā è la Notte-del-coraggio, con riferimento alla notte che precede il sacrificio; così, fra le dieci Mahāvidyā, le dieci dee della conoscenza trascendente, Chinnamastā è la conoscenza della Potenza del Sacrificio. L'agnihotra (l'offerta al fuoco), il tipico sacrificio vedico che consiste nell'offrire al fuoco, è, nel simbolismo della combustione, ciò che divora, cioè distrugge, rendendo così possibile il ritornare della vita. Chinnamastā, rossa come il fuoco, che beve il suo stesso sangue dopo essersi offerta in sacrificio autodecapitandosi, si fa simbolo del coraggio di assumere in sé stessa il potere dell'atto sacrificale.

## Il culto di Chinnamastā
Attualmente esistono pochissimi templi dedicati alla Dea, e i rispettivi adoratori eseguono perlopiù culti privati.